# Guazze
 (juillet 2025).
Guazze (guazz en lombard) désigne une coiffure féminine populaire en usage entre le XVIe et XIXe siècles en Brianza, dans la région lombarde.

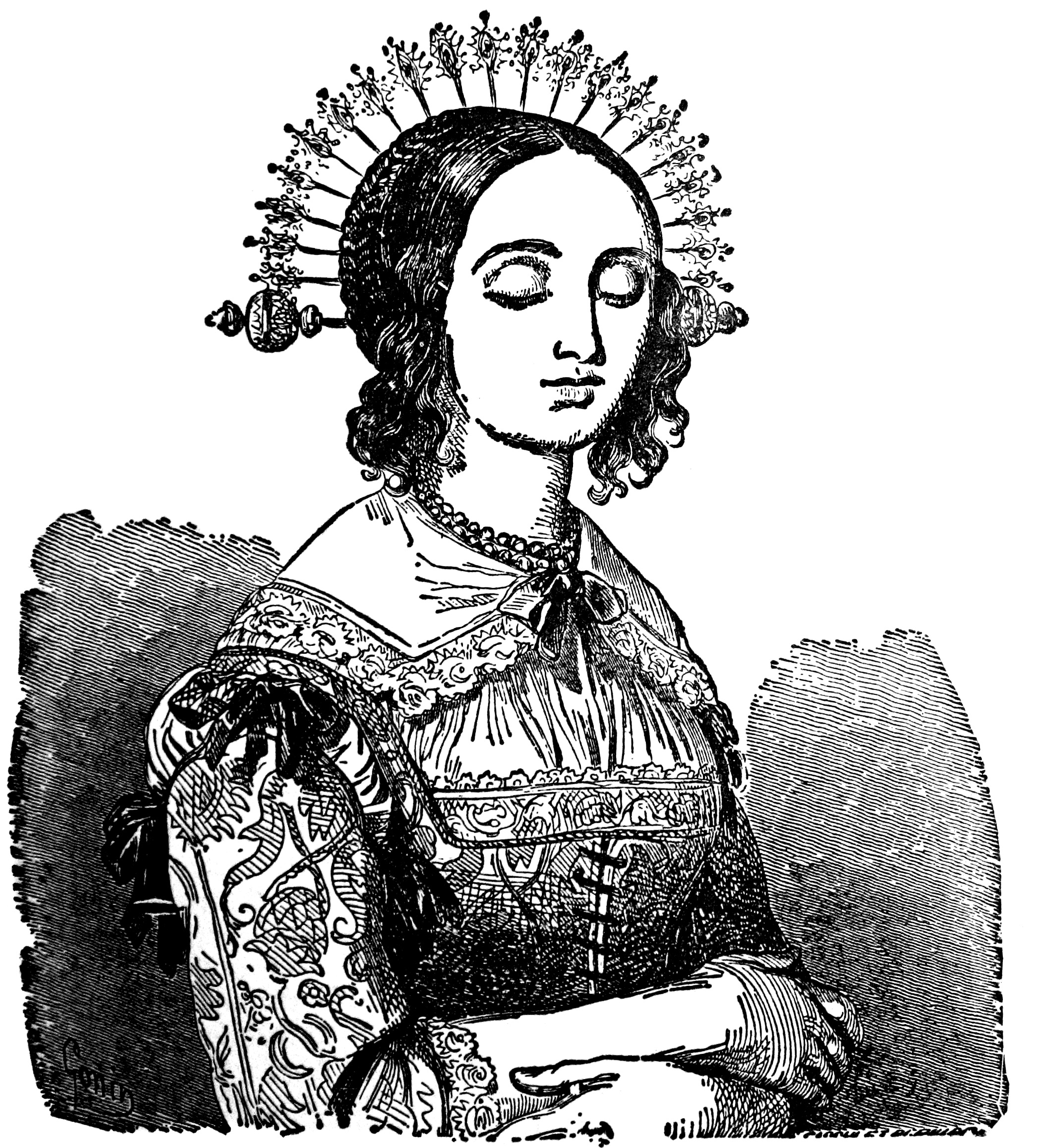
Lucia Mondella, l'épouse promise coiffée de la guazze.

Elle se présente sous la forme d'un éventail soutenu par une série d'épingles en argent. L'ensemble des cheveux et des épingles prenait localement aussi le nom de giron, speronada ou sperada  et coo d'argent.

## Histoire
La première apparition de la guazze remonte en 1620 où elle est représentée coiffant un personnage féminin sur une gravure du duché de Milan. Dans le Lecchese, elle est en usage dans la seconde moitié du XVIIe siècle, un exemplaire est porté par la Vierge du Rosaire de la collégiale de Lecco en 1684. Un exemplaire ancien est visible au Civico museo manzoniano à Lecco.
Ce type de coiffure est connu, aussi, pour être l'ornement porté par le personnage de Lucia Mondella (it) décrit par Alessandro Manzoni dans « Les Fiancés ».
Les membres du groupe folklorique Firlinfeu « Renzo et Lucia » à Lecco explique que, dans les familles les plus modestes, il était fréquent d'acheter une épingle en argent dès la naissance d'une fille, et ainsi de suite pour chaque anniversaire jusqu'à, au moins, ses 18 ans, et souvent au-delà.

## Description

### Accessoires
Deux accessoires principaux sont nécessaires :
- Les petites épingles à tête plate (spadine) qui sont réalisées dans de nombreuses variantes et diverses décorations.
- La barrette (spontone) ou (guggione) est complétée aux extrémités par deux têtes d'épingle appelées chugiar (cuillère), oeuv (œuf) et ball (boule).

### Réalisation
Les cheveux étaient séparés  en deux tresses sur les côtés de la tête, puis enroulées ensemble en forme d'un cercle sur la nuque et, successivement bloquées en insérant le spontone à la base des cheveux au niveau des lobes des oreilles. Les épingles (spadine) insérées en éventail, au-dessus de la tête, complétaient ainsi la coiffure qui devenait ornementale.

## Sources
- (en) Italian Folk Art Federation of America

- (it) Cet article est partiellement ou en totalité issu de l’article de Wikipédia en italien intitulé « Guazze » (voir la liste des auteurs).